# Kopalnia Węgla Kamiennego Rozbark

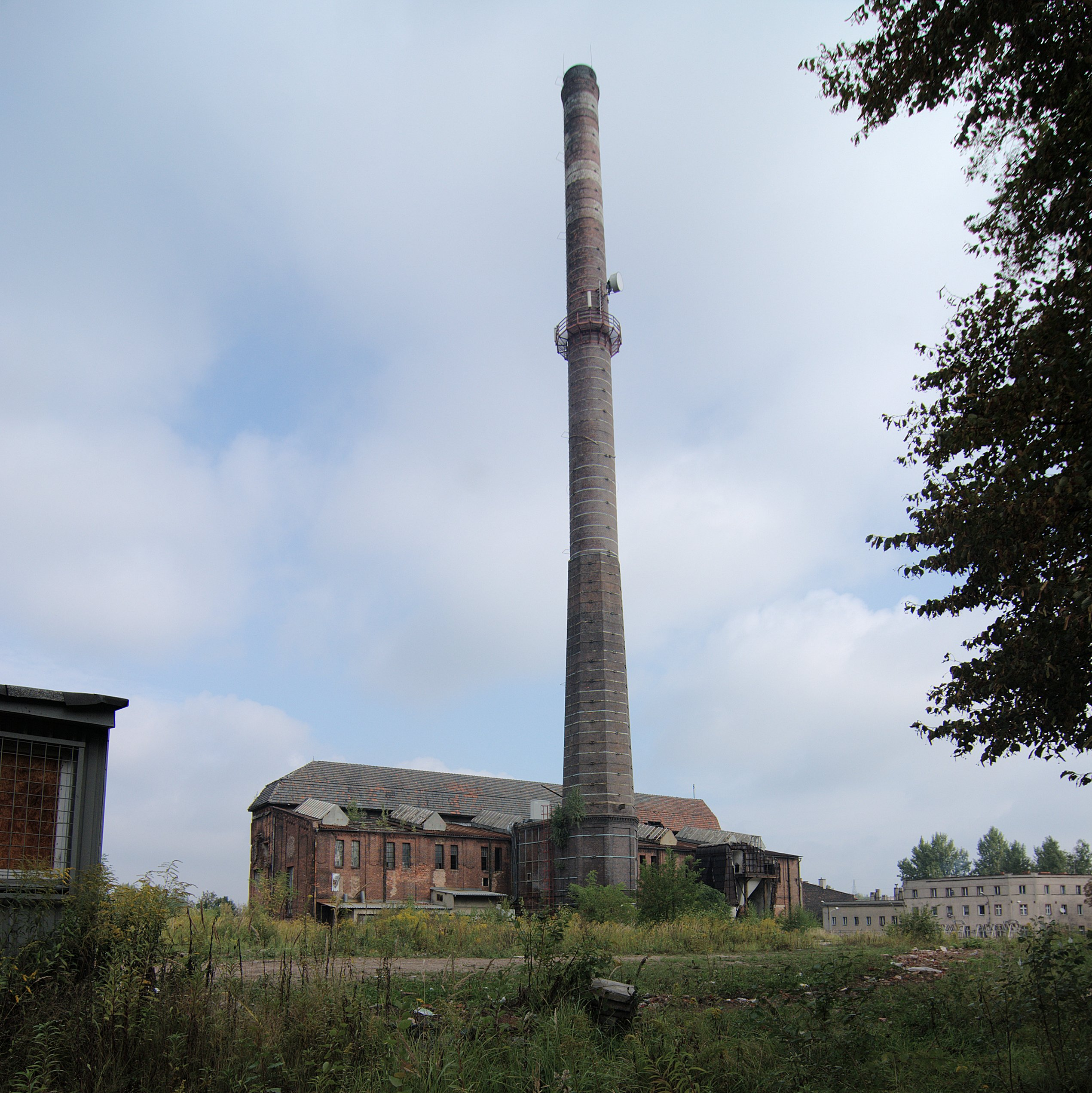
Reste der Zentralanlage Rozbark

Das Bergwerk Rozbark (polnisch Kopalnia Węgla Kamiennego Rozbark; alte deutsche Bezeichnung Heinitzgrube) ist ein ehemaliges Steinkohlenbergwerk im Ortsteil Rozbark/Roßberg von Beuthen Oberschlesien, Polen.

## Geschichte

### Vorgeschichte

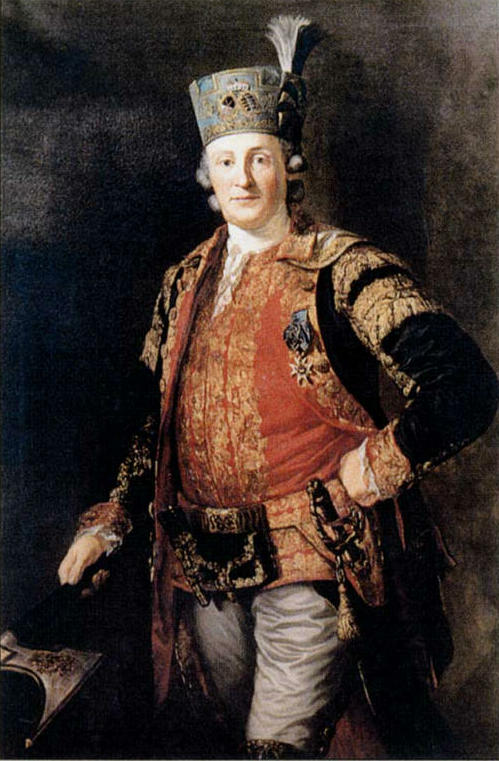
Friedrich Anton Freiherr von Heynitz

In den Jahren 1855–1856 wurden Hugo Henckel von Donnersmarck die Steinkohlenfelder „Roßberg“ (ursprünglich „Elise“ genannt) und „Heinitz“ in Roßberg (Rozbark) im Osten und Südosten von Beuthen (Bytom) verliehen. Den Namen erhielt die Grube als Ehrung des preußischen Staatsministers und Chef des Bergwerks- und Hüttendepartements Friedrich Anton von Heynitz. Wahrscheinlich fand hier nur zeitweilig eine Kohlengewinnung statt. Erst nachdem Otto Friedländer zusammen mit zwei seiner Brüder 1870 „Roßberg“ und „Heinitz“ von Donnersmarck gekauft und selbst 1872 die benachbarten Felder „Nanny“ und „Moritz“ erworben hatte, begann man mit dem Abteufen der beiden Schächte „Prittwitz“ (ab 1945 „Stalmach“) und „Mauve“ (ab 1945 „Bonczyk“) (Lage) im Feld „Heinitz“ und einer regelmäßigen Steinkohlenförderung. 1874 wurden Pumpen zur Wasserhaltung installiert und Ende dieses Jahrzehnts eine Kohlesortieranlage in Betrieb genommen.
In dieser Zeit trug das Bergwerk mit einer Berechtsame von 8,57 km² den Namen Heinitz und Rossberg und hatte mit großen Schwierigkeiten zu kämpfen. Die oberflächennahen Flöze waren steil gelagert und enthielten nur minderwertige Kohle. Auch gab mehrere Grubenbrände und Probleme bei der Bewältigung der Wasserzuflüsse. Deshalb gerieten die Brüder Friedländer wirtschaftlich unter Druck, meldeten Konkurs an und mussten 1883 die Grube an ihre Gläubiger verkaufen.

### Heinitzgrube bis 1922
Erst unter den neuen Besitzern kam es noch im gleichen Jahr zu einer Konsolidierung aller vier Felder und zur Schaffung der Gewerkschaft Heinitzgrube unter Vorsitz des Rittergutbesitzers Julius Schottländer. Sie veranlasste nach Probebohrungen ein Aufschließen besserer Flöze in 350 m Teufe und die Aufstellung neuer Wasserpumpen. Als nach diesen Investitionen dann aber ein Feuer in der Grube ausbrach und große Zerstörungen anrichtete, verkauften die Gewerke 1890 ihre Kuxe an die Gesellschaft Georg von Giesches Erben.

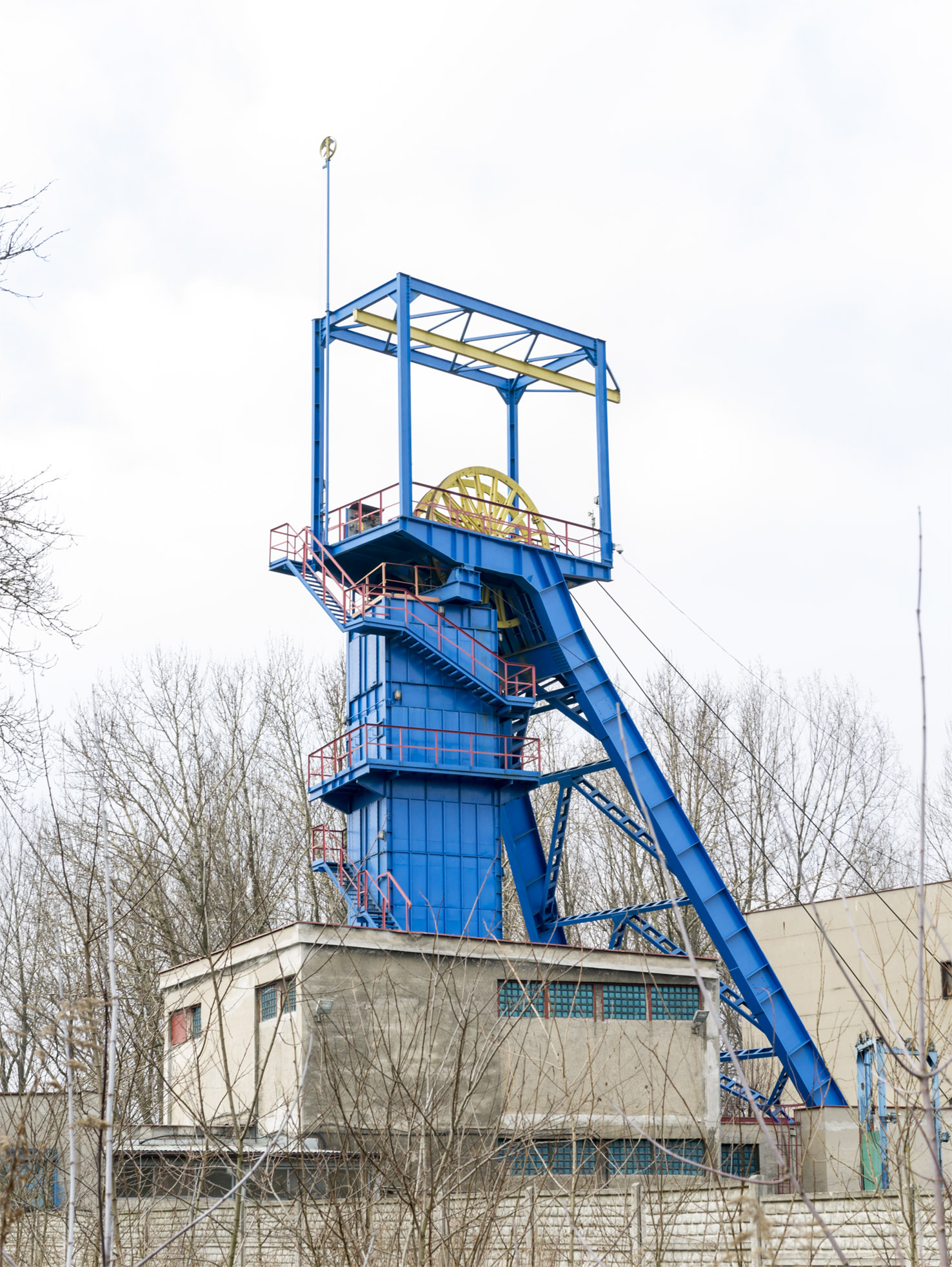
Wetterschacht Barbara (Gerhard) der ehemaligen Heinitzgrube

Die neuen Besitzer erweiterten die Kohleförderung erheblich, indem sie die Vorräte auf der 450-m- und der 540-m-Sohle aufschlossen. Der Förderung dienten 1912 die beiden Schächte Prittwitz (Doppelförderung; Seilfahrt; ausziehender Wetterschacht) und Mauve (Seilfahrt; einziehender Wetterschacht). Weitere Schächte waren: Römhild (645 m; Doppelförderung; Seilfahrt; einziehender Wetterschacht (Lage)); Wetterschacht 342 m (ausziehend); Barbara (643 m; Seilfahrt; ausziehende (Lage)).
1898 konnte mehr als eine halbe Million Tonnen Kohle gefördert werden; 1912 standen schon 7 Flöze mit einer Gesamtmächtigkeit von 25 m in Verhieb. Weiterhin erwarb der Giesche-Konzern noch die Felder „Hoffnung“ (verliehen 1870) und „Heinitz-Fortsetzung“ (verliehen 1904). Damit betrug die Feldgröße 11,05 km².
Während dieser Zeit war das Bergwerk in vielen Punkten sehr fortschrittlich und vorbildlich. So wurde 1903 eine Sicherheitsvorrichtung an den Fördermaschinen installiert, 1906 die erste Grubenwehr Oberschlesiens geschaffen und beim Abteufen des Römhildschachtes ein Gefrierverfahren in Anwendung gebracht. Die Förderung erreichte 838.970 t, weil auch Teile der benachbarten Grube Florentine angepachtet worden waren.

### Die Zeit der Teilung Oberschlesiens und des Zweiten Weltkriegs
Durch die Teilung Oberschlesiens 1922 lagen 74,2 % der Grubenfelder (8,20 km²) auf deutscher und 25,8 % (2,85 km²) auf polnischer Seite, so dass der östliche Teil in diesem Jahr eine eigene Aufbereitung erhielt. Verwaltet wurde das gesamte Bergwerk durch die Bergwerksgesellschaft Georg von Giesches Erben in Breslau.
Am 31. Januar 1923 kam es zu einer Kohlenstaubexplosion im polnischen Teil der Heinitzgrube, bei der 145 Bergleute ums Leben kamen.
Im September 1924 wurde ein Denkmal für die Gefallenen des Ersten Weltkriegs aus Roßberg enthüllt. Es bestand aus einer Säule, um die eine halbrunde Mauer errichtet wurde, an der sich die Tafeln mit den Namen der Gefallenen, eine Bank und ein Relief befanden. Es ist heute nicht mehr vorhanden.
Während vom Ende des Ersten Weltkriegs bis zum Jahr 1925 die Produktion deutlich gesunken war, erreichte man jetzt wieder ein Niveau von 651.215 t, u. a. dank des Einsatzes neuer Techniken (Abbauhämmer, Schüttelrutschen, Elektrolokomotiven). Der Aufschluss des Nordfeldes erlaubte eine weitere Steigerung der Förderung auf 960.400 t im Jahr 1932. 1938 stellte sich die Situation folgendermaßen dar: 2.841 Mitarbeiter förderten 1,42 Mio. t Steinkohle aus den Sattel- und Rudaer Flözen, der Abbau erfolgte im Pfeilerbruchbau und im Strebbau mit Blasversatz und die beiden Förderschächte Prittwitz und Mauve hatten Teufen von 645 m bzw. 533 m.
In der Zeit des Zweiten Weltkriegs verblieb das Bergwerk im Besitz der „Bergwerksgesellschaft Georg von Giesches Erben“ in Breslau. Während dieser Zeit mussten – wie auf vielen anderen Anlagen auch – neben zivilen Bergarbeitern auch Kriegsgefangene ihre Arbeit verrichten. Eine Quelle nennt für das Jahr 1943 eine Zahl von 472 Kriegsgefangenen gegenüber 2959 Zivilpersonen, sagt aber nichts über die Zusammensetzung und Freiwilligkeit der letztgenannten Gruppe aus.

### KWK Rozbark
Nach dem Zweiten Weltkrieg wurde das Bergwerk verstaatlicht und der Vereinigung der Kohlenindustrie von Beuthen (Bytomskie Zjednoczenie Przemysłu Węglowego) zugeordnet. Es erhielt den Namen Rozbark (ab 1999 Bytom II), die Schächte Prittwitz, Mauve und Römhild die Namen Stalmach, Bonczyk und Lompy.
Am 1. Januar 1971 erfolgte die Zusammenlegung mit der Zeche Łagiewniki, 2004 die Stilllegung.

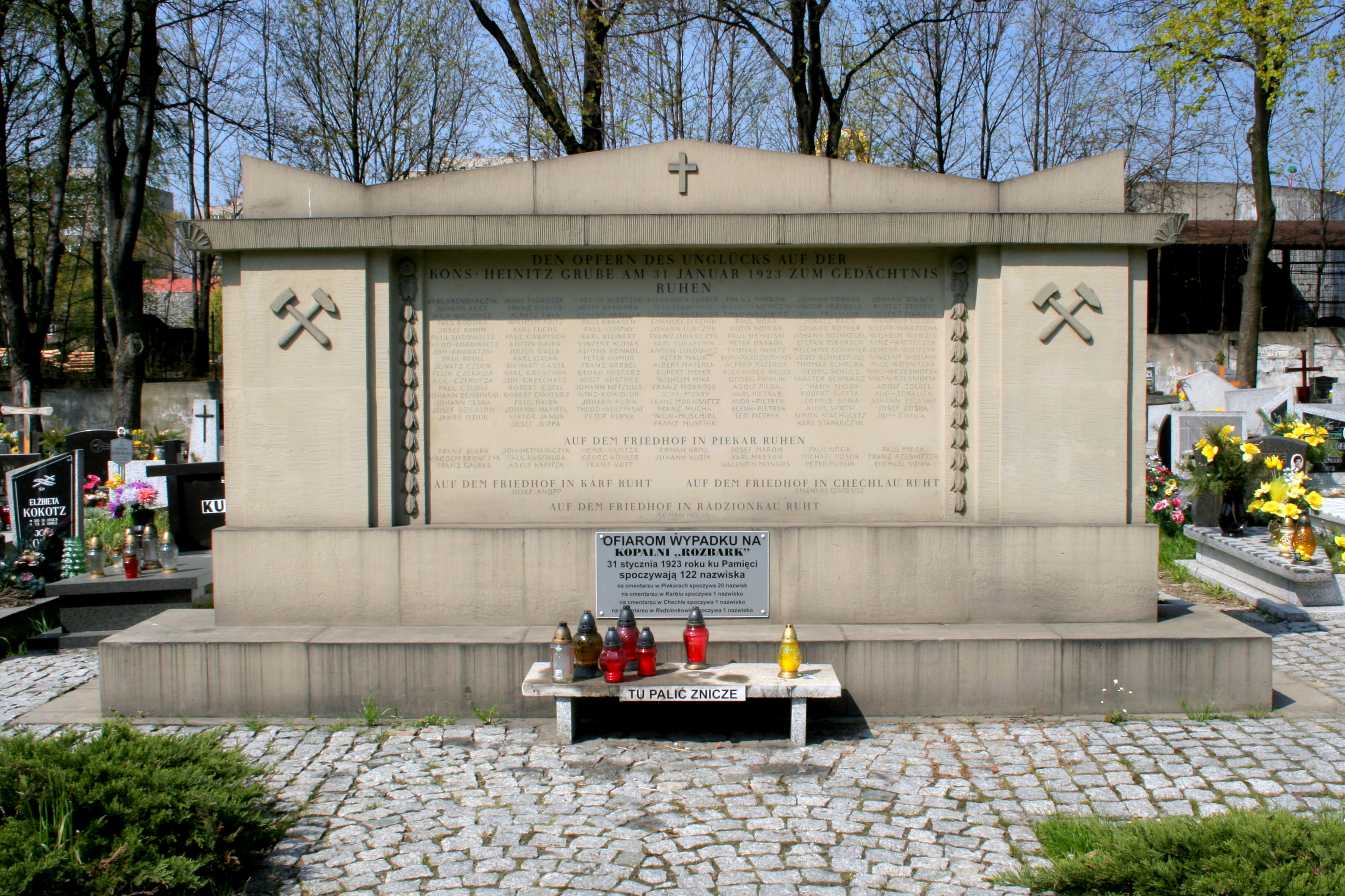
Denkmal für die Verunglückten der Heinitzgrube 1923

### Gegenwart
Mit Ausnahme des Wetterschachtes Barbara (früher Gerhard) und des Maschinenhauses des Schachtes Bonczyk wurden inzwischen fast alle Tagesanlagen abgerissen. Teile der noch vorhandenen Vorräte werden vom Bergwerk Piekary aus abgebaut.

## Förderzahlen
| Jahr | Fördermenge in Tonnen |
| ---- | --------------------- |
| 1906 | 574.966               |
| 1913 | 838.970               |
| 1938 | 1.560.000             |
| 1970 | 1.300.000             |
| 1979 | 2.070.000             |

## Sportplatz
Der Spiel- und Sportverein Beuthener SuSV 09 trug seine Heimspiele bis 1939 auf dem Sportplatz Heinitzgrube aus.